# Codice Bruce
Il Codice Bruce o Codex Brucianus è un codice manoscritto papiraceo conservato al British Museum e contenente alcuni testi gnostici in lingua copta.

## Descrizione
Il codice prende il nome da James Bruce, che lo acquistò nel 1796 a Tebe, in alto Egitto, e fu acquistato nel 1842 dal British Museum. È conservato dal 1848 alla Biblioteca Bodleiana (manoscritto "Bruce 96"). È composto da sessantacinque fogli di papiro, molti dei quali danneggiati, ottenuti piegando il papiro in quattro e rilegandolo. Il carattere è un onciale vergato in modo chiaro.
Contiene i due Libri di Jeu e tre frammenti: un testo senza titolo, un inno anch'esso anonimo e il testo Passaggio dell'anima attraverso gli arconti di centro.